# Aquilino Pimentel III

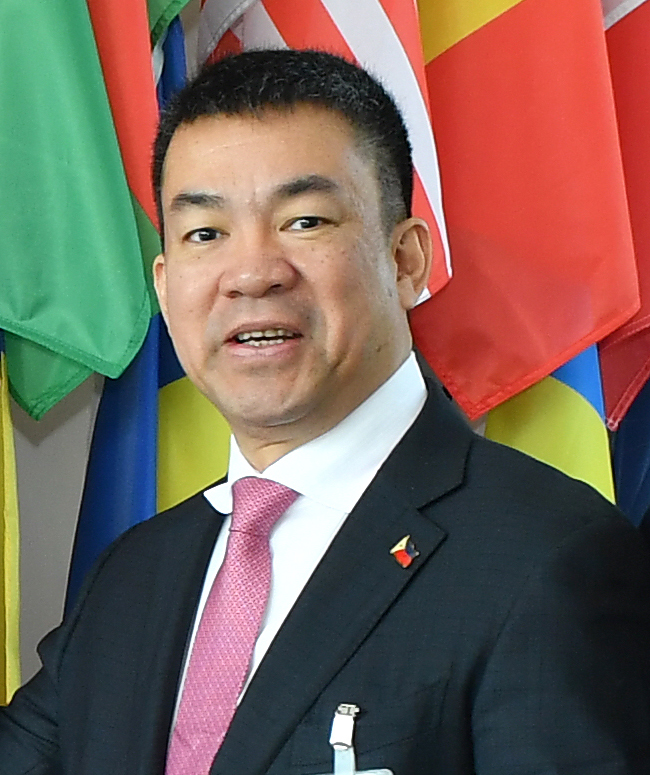
Aquilino Pimentel III (2. Mai 2018)

Aquilino Martin „Koko“ dela Llana Pimentel III (* 20. Januar 1964 in Cagayan de Oro, Misamis Oriental, Misamis Oriental) ist ein philippinischer Politiker der Partido Demokratiko Pilipino – Lakas ng Bayan (PDP-Laban), der seit 2011 Mitglied des Senats der Philippinen (Senado ng Pilipinas) ist und zwischen 2016 und 2018 Präsident des Senats war. Er fungierte zwischen 2013 und 2020 zunächst als Präsident der PDP-Laban und ist seit 2021 deren Vorsitzender. Er ist darüber hinaus seit 2022 Minderheitsführer im Senat.

## Leben

### Familiäre Herkunft, Studium und Rechtsanwalt
Aquilino Martin „Koko“ dela Llana Pimentel III ist der Sohn des Politikers Aquilino „Nene“ Quilinging Pimentel, Jr., der Gegner der Marcos-Diktatur, Minister unter Präsidentin Corazon Aquino und von 1987 bis 1992 sowie erneut zwischen 1998 und 2010 ebenfalls Senator war, und dessen Ehefrau Lourdes dela Llana Pimentel. Er besuchte zwischen 1969 und 1977 erst den Kindergarten und die Grundschule sowie von 1977 bis 1981 die High School der Ateneo de Manila University. 1981 begann er ein Mathematikstudium an der Fakultät für Künste und Wissenschaften der Ateneo de Manila University, welches er 1985 mit einem Bachelor of Science in Mathematics beendete. 1985 begann er ein Studium der Rechtswissenschaften an der Universität der Philippinen (UP) und schloss dieses 1990 mit einem Bachelor of Laws (LL.B.) ab. Während des Studiums trat er 1985 der von seinem Vater sowie Benigno „Ninoy“ Aquino begründeten PDP-Laban bei. 1990 legte er die juristische Staatsprüfung (Bar Exams) mit dem Gesamtwert von 89,85 Prozent als Jahrgangsbester ab und erhielt 1991 seine Zulassung als Rechtsanwalt von der Anwaltskammer (Philippine Bar). Im Anschluss nahm er eine Tätigkeit als Rechtsanwalt in der Anwaltskanzlei Aquilino Q. Pimentel, Jr. and Associates auf und war für diese von 1992 bis 1998 tätig. Daneben engagierte er sich für die internationale Jugendorganisation Junior Chamber International (JCI) und war zwischen 1992 und 2004 Rechtsberater des philippinischen Verbandes der JCI. Er war dabei zunächst von 1992 bis 2000 zuerst Mitglied der Manila Jaycees, Inc. und im Anschluss zwischen 2000 und seinem altersbedingten Ausscheiden 2004 Mitglied der Oro Jaycees, Inc. Er fungierte 1998 auch als Rechtsberater des JCI-Weltkongresses in Manila und von 1997 bis 1998 auch als beigeordneter Rechtsberater von JCI.
1995 wurde Pimentel von Präsident Fidel Ramos auch zum Mitglied der Nationalen Jugendkommission (National Youth Commission) und vertrat in dieser bis 1998 Mindanao. Er war zwischen 1998 und Juli 2002 als Rechtsanwalt in der Kanzlei Pimentel Yusingco Pimentel Garcia Law Offices sowie von Juli 2002 bis zum 31. Dezember 2004 in der Anwaltskanzlei Pimentel Pacuribot Law Offices tätig. Zugleich war er zwischen 1998 und 2006 Hauptrechtsberater der PDP-Laban, deren Parteisatzung er von 2005 bis 2006 verfasste. Daneben fungierte er von 1998 bis 2000 als Direktor der United Coconut Planters Bank (UCPB) sowie zeitgleich als Trustee von deren Stiftung. Kurzzeitig war er zwischen September und Dezember 1998 auch Mitglied der Vorbereitungskommission zur Reform der Verfassung der Philippinen. Im September 2002 wurde er Berater im Senatsbüro seines Vaters „Nene“ Pimentel und war dort bis 2007 tätig. Seit 2002 ist er Mitglied der Ehemaligenvereinigung des philippinischen East West Center (EWC), eine 1960 vom US-Kongress gegründeten Bildungs- und Forschungsorganisation zur Förderung besserer Beziehungen und des Verständnisses zwischen den Menschen und Nationen der USA, Asiens und des Pazifiks. Während dieser Zeit unterrichtete er zwischen Januar und April 2005 kurzzeitig als Professor für Verwaltungs- und Rechtsmanagement an der Wirtschaftswissenschaftlichen Fakultät der Far Eastern University (FEU) und war von 2005 bis 2006 Präsident des Rotary Club „Manila Bay“.

### Parteifunktionär der PDP-Laban, Senator nach Anfechtung der Wahlen von 2007 und Wiederwahl 2013

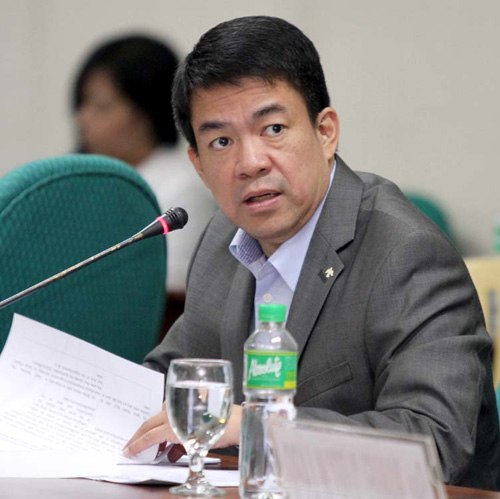
„Koko“ Pimentel während einer Ausschusssitzung im Senat.

„Koko“ Pimentel war zwischen 2006 und 2010 zunächst Generalsekretär der PDP-Laban und übernahm daraufhin 2010 von Jejomar Binay die Funktion als Präsident dieser Partei. Er bekleidete diese Funktion bis 2020, woraufhin Manny Pacquiao ihn ablöste. Daneben unterrichtete er zwischen Juni 2006 und August 2011 als Professor am Rechtsinstitut der FEU sowie an der La Salle Business School und war ferner von 2007 bis 2010 Professor am College of Law, der juristischen Fakultät der University of the East (UE). Des Weiteren ist er seit Juli 2010 Fellow am Aquilino Pimentel, Jr. Institute for Leadership and Governence und unterrichtet seither auch in dem von ihm begründeten Repetitorium „How to Prepare for the Bar Examinations“ KOKO BAR Studierende der Rechtswissenschaften auf die Examensvorbereitung. Er war ferner zeitweise für den Radiosender DZXL 558 tätig und zwischen dem 1. März und April 2011 einer der Moderatoren der Sendung „Straight to the Point“ beziehungsweise von April bis August 2011 Co-Moderator der Sendung „Bantay OFW“.
Bei den Wahlen vom 14. Mai 2007 zum Senat belegte „Koko“ Pimentel mit 10.987.347 Stimmen den 13. Platz und damit den ersten Platz, der nicht für ein Mandat im Senat ausreichte. Er erhob daraufhin Betrugsvorwürfe gegen Juan Miguel Zubiri, der den zwölften Platz sowie damit den letzten der zu vergebenden Sitze im Senat Platz erhielt, und beklagte eine falsche Auszählung der Stimmen in einem Bezirk. Eine Klage vor dem Obersten Gerichtshof der Philippinen (Kataas-taasang Hukuman ng Pilipinas) wurde jedoch abgewiesen. Daraufhin reichte Pimentel Protest bei der Wahlkommission ein, was Zubiri dazu veranlasste einen Gegenprotest einzureichen. Das folgende Verfahren sollte sich über mehrere Jahre hinziehen. 2011 gaben der Wahlleiter und der ehemalige Gouverneur der Provinz, in der 2007 angeblich die Stimmen falsch ausgezählt wurden, eine Erklärung ab, das es damals tatsächlich zu massiven Wahlfälschungen gekommen war. Daraufhin erklärte Zubiri am 3. August 2011 seinen Rücktritt als Senator, gab jedoch an nie betrogen zu haben oder andere dazu aufgefordert zu haben für ihn die Wahl zu manipulieren. Am 11. August 2011 wurde daraufhin Aquilino Pimentel III von der Wahlkommission zum rechtmäßigen Gewinner der Wahl von 2007 erklärt und vier Tage später als Senator vereidigt. Zugleich wurde das Ergebnis der Wahlen vom 14. Mai 2007 korrigiert: ihm wurden nunmehr 10.898.786 Stimmen (37,3 Prozent) zugesprochen, während Zubiri demnach 10.640.620	Stimmen (37,2 Prozent) erhielt.
Neben seiner Senatorentätigkeit war Pimentel zwischen Januar 2012 und September 2017 Moderator von „May Bagong Pag-asa“, einer Sendung der Radiostation DZRH. Im Mai 2012 verlieh ihm die Polytechnic University of the Philippines (PUP) einen Ehrendoktor der Geisteswissenschaften. Bei der Senatswahl vom 13. Mai 2013 wurde er mit dem achtbesten Ergebnis von zwölf zu vergebenen Plätze (14.725.114 Stimmen, 36,68 Prozent) als Senator wiedergewählt.

### Präsident des Senats, Minderheitsführer und Parteivorsitzender

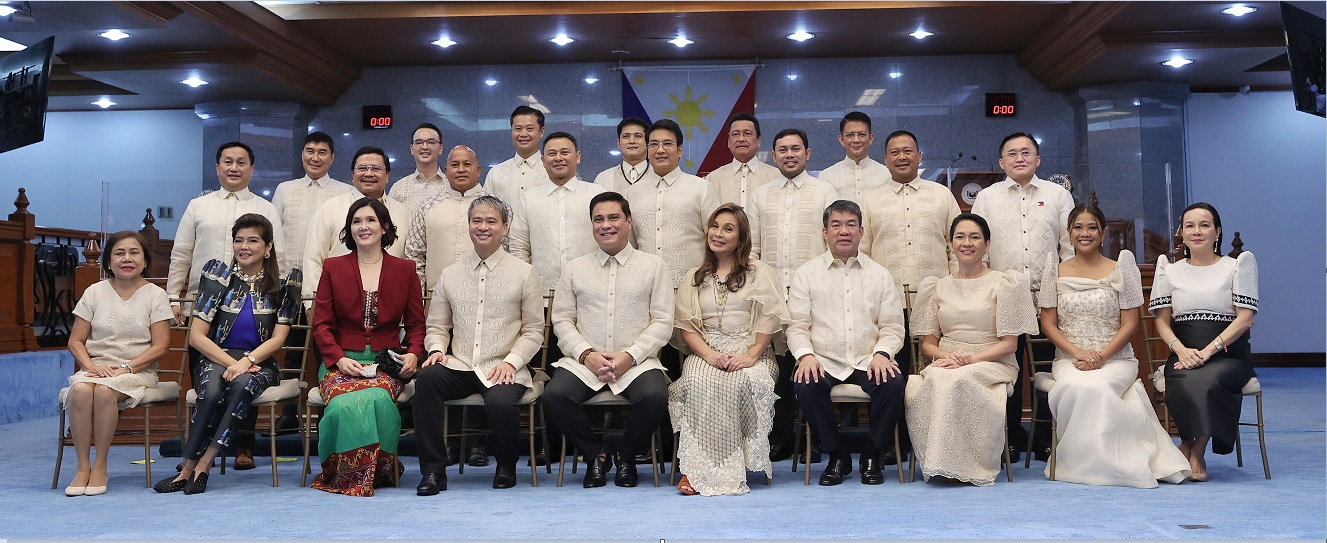
„Koko“ Pimentel (sitzend, 4.v.r.) auf dem offiziellen Foto der Senatsmitglieder (25. Juli 2022).

Während seiner Senatszugehörigkeit war Pimentel als Nachfolger von Francis Escudero zwischen dem 22. Juli 2013 und seiner Ablösung durch Leila de Lima am 30. Juni 2016 zunächst Vorsitzender des Ausschusses für Justiz und Menschenrechte (Justice and Human Rights Committee). Zugleich übernahm er am 22. Juli 2013 das Amt als Vorsitzender des neu geschaffenen Ausschusses für Wahlreformen und Volksbeteiligung (Electoral Reforms and People’s Participation Committee) und wurde auch in dieser Funktion am 30. Juni 2016 von Leila de Lima abgelöst.
Am 25. Juli 2016 löste er Franklin Drilon als Präsident des Senats ab und bekleidete das Amt als Präsident dieser Kammer des Kongresses bis zum 21. Mai 2018, woraufhin Vicente Sotto III seine Nachfolge antrat. Er ist zudem seit Juli 2016 Rechtsanwalt der Anwaltskanzlei Pimentel Salomon Baltao-Basilio Law Office und bekam im Juni 2017 von der Universität der Philippinen einen Ehrendoktor der Rechtswissenschaften verliehen.
Pimentel löste am 25. Mai 2018 Juan Miguel Zubiri als Vorsitzender des Ausschusses für Handel, Gewerbe und Unternehmertum (Trade, Commerce and Entrepreneurship Committee) ab und bekleidete das Amt bis zum 30. Juni 2022, woraufhin Mark Villar seine Nachfolge antrat. Als Nachfolger von Leila de Lima übernahm er am 24. Juli 2018 abermals den Posten als Ausschusses für Wahlreformen und Volksbeteiligung und hatte diesen bis zu seiner Ablösung durch Imee Marcos am 30. Juni 2019 inne. Bei der Senatswahl am 13. Mai 2019 wurde er mit dem zehntbesten Ergebnis (14,668,665 Stimmen, 31,01 Prozent) der zwölf zu vergebenen Sitze wiedergewählt. Daraufhin übernahm er am 23. Juli 2019 von Loren Legarda die Funktion als Vorsitzender des Auswärtigen Ausschusses des Senats (Foreign Relations Committee) und behielt auch diese bis zu seiner Ablösung durch Imee Marcos am 30. Juni 2022. Als Nachfolger von Rodrigo Duterte wurde er 2021 Vorsitzender der PDP-Laban. Des Weiteren ist er seit dem 25. Juli 2022 als Nachfolger von Franklin Drilon Senate Minority Floor Leader und damit Minderheitsführer im Senat.
Aquilino Martin „Koko“ dela Llana Pimentel III heiratete 2000 in erster Ehe Jewel May Lobaton. Aus dieser 2018 annullierten Ehe gingen die beiden Söhne Aquilino Martin Emmanuel L. Pimentel VI und Aquilino Justo L. Pimentel VII hervor. In zweiter Ehe heiratete er 2018 Kathryna Yu-Pimentel (* 1982), die sich als Vorsitzende der Non-Profit-Organisation Pilipino Dapat Paglingkuran (PDP Cares) engagiert. Aus dieser stammt die Tochter Maria Anna Kathryna Yu Pimentel.

## Veröffentlichung
- The quest for a federal republic the PDP Laban model of Philippine federalism 1.0, PDP Laban Federalism Institute, Pasay City, Metro Manila, 2018